# Kai Nilsen
Kai Nilsen (Fredrikstad, 3 marzo 1940) è un ex calciatore norvegese, di ruolo centrocampista.

## Carriera

### Club
Nilsen debuttò per il Fredrikstad in data 30 luglio 1961, in una sfida contro lo Steinkjer. Nello stesso anno, il club vinse l'edizione stagionale della Coppa di Norvegia, ma Nilsen non giocò la finale e per questo non poté fregiarsi del titolo, come previsto dalle regole di allora.
Nel 1965, passò al Lisleby. Dopo due stagioni in forza a questo club, fece ritorno al Fredrikstad. Raggiunse la finale della Coppa di Norvegia 1971, dove fu però il Rosenborg ad imporsi. Si ritirò nel 1973.